# Bernina Alperne
Bernina Alperne er en den eneste bjergkæde i Østalperne som når over 4.000 meter over havet. Den er opkaldt efter den højeste top, Piz Bernina. Bernina Alperne ligger på grænsen mellem den schweiziske kanton Graubünden og den italienske region Lombardiet.

## Afgrænsning
Bernina Alperne afgrænses
- i nordvest af Val Bregaglia og Oberengadin (mod hhv. Platta- og Albula Alperne),
- i nordøst af Berninapasset og Valposchiavo (mod Livigno-Alperne),
- i syd af Valtellina (mod Sobretta og Bergamo Alperne), og
- i vest af Valchiavenna (mod Lugano-Alperne).

## Toppe og isbræer
De højeste toppe i Bernina Alperne er:
- Piz Bernina (4.049 moh.)
- Piz Zupò (3.996 moh.)
- Piz Scerscen (3.971 moh.)
- Piz Roseg (3.937 moh.)
- Bellavista (3.922 moh.)
- Piz Palü (3.900 moh.)

Der findes flere isbræer i Bernina Alperne. De største er Morteratsch- (16 km²), Roseg- (8 km²), Palü- (6 km²) og Tschiervagletscher (6 km²).

## Dale og anden inddeling
Bernina Alperne deles i to dele af Malencodalen og Murettopasset (2.562 moh.). Den vestlige del hedder Bregaglia Alperne og regnes nogle gange som en selvstændig bjergkæde. Dens højeste top er Monte Disgrazia (3.678 moh.).

## Geologi
Som en del af Centralalperne dominerer metamorfe bjergarter i Bernina Alperne.

## Natur, kultur og historie
Murettopasset var en vigtig forbindelse mellem Chur og Valtellina, specielt da Valtellina var en graubündisk vasalstat. Helt frem til 1800-tallet havde passet regional betydning for handelen og blev indtil 1900-tallet benyttet af smuglere, men i dag kun af fjeldvandrere.